# يوسف البعيني
يوسف البعيني (1908 - 1949) هو شاعر لبناني مهجري عاش في لبنان والبرازيل ومن أعضاء الجمعية الأدبية العصبة الأندلسية الخاصة بالأدب العربي في البرازيل. وحرّر مع حبيب مسعود مجلتها الأدبية التي تحمل نفس الاسم. شعره قليل، إذ وجدت له قصيدة واحدة وأبيات منتشرة في مقالاته، ويتميز بالتنويع في الأوزان والقوافي.

## النشأة والمسيرة
ولد يوسف نعمة الله البعيني في قرية «الهدينة» التي تقع في شمال لبنان، ودرس في «مدرسة الحكمة» في بيروت وأتقن اللغات العربية والفرنسية والبرتغالية وهاجر إلى البرازيل في 1923. وانضم إلى الجمعية الأدبية العصبة الأندلسية التي تعنى بالأدب العربي في البرازيل وحرّر صحبة حبيب مسعود مجلة «العصبة الأندلسية» التي تتبع للجمعية الأدبية. كتب المقالات التحليلية والأدبية في المجلة ويعرف عنه قلة إنتاجه الشعري فله قصيدة وحيدة عنونها «تعالي في الصباح» نشرها كتاب «أدب المهجر» لعيسى الناعوري وكتب أبياتا شعرية موجودة في مقالاته. وفي قصيدته خاطب المحبوبة واصفا الطبيعة ومستعملا الاستعارة والمجاز. نوّع في شعره في الأوزان وفي القوافي. عمل لفترة قصيرة في التجارة. وتوفي في 1949 في البرازيل.

## وصلات خارجية
- البعيني في معجم البابطين لشعراء العربية في القرنين التاسع عشر والعشرين